# 胡廷黼
胡廷黼（1523年—？），字元素，湖廣長沙府瀏陽縣人，軍籍，明朝政治人物。

## 生平
嘉靖三十一年（1552年）壬子科湖廣鄉試第六十六名舉人。嘉靖三十八年（1559年）中式己未科會試第二十八名，二甲第七十七名進士。

## 家族
曾祖胡志寬；祖父胡凱正；父胡大韶，歲貢生。母彭氏；繼母王氏。慈侍下。